# Bernard du Puy
Bernard du Puy (mort en 1611) est un ecclésiastique qui fut évêque d'Agde de 1583 à 1611.

## Biographie
Bernard du Puy est un modeste franciscain, réputé pour son érudition, lorsqu'il est appelé à succéder à Aimeri de Saint-Sévérin en 1583 après une vacance du siège. En 1584, il reçoit l’hommage de Marguerite de Sénégre. Il assiste aux États du Languedoc de 1585 et 1589 à Béziers ainsi qu'à ceux de 1591 à Pézenas. Il préside même les États de 1606 qui se tiennent à Béziers.
En novembre 1594, il avait investi Mille de Marion, trésorier de France de la seigneurie de Preignes. En 1601, il élève au rang de collégiale l'église paroissiale de Pézenas. En 1604, il fait appliquer les prescriptions du concile de Trente dans son diocèse et en 1609, il clôt le vieux litige entre l'église d'Agde et le seigneur Antoine de Sarret de Loupian qui se poursuivait depuis des années et assiste la même année au concile provincial de Narbonne tenu par l'archevêque Louis de Vervins. Il meurt en 1611. C'est sous son épiscopat que Henri Ier de Montmorency gouverneur du Languedoc fonde le couvent de Capucins d'Agde.